# Arisaema tortuosum
Arisaema tortuosum är en kallaväxtart som först beskrevs av Nathaniel Wallich, och fick sitt nu gällande namn av Heinrich Wilhelm Schott. Arisaema tortuosum ingår i släktet Arisaema och familjen kallaväxter.

## Underarter
Arten delas in i följande underarter:
- A. t. sivadasanii
- A. t. tortuosum
- A. t. neglectum